# Міхальчев
Міхальчев (пол. Michalczew) — село в Польщі, у гміні Варка Груєцького повіту Мазовецького воєводства.
Населення — 357 осіб (2011).
У 1975-1998 роках село належало до Радомського воєводства.

## Демографія
Демографічна структура станом на 31 березня 2011 року:
|          | Загалом | Допрацездатний вік | Працездатний вік | Постпрацездатний вік |
| -------- | ------- | ------------------ | ---------------- | -------------------- |
| Чоловіки | 171     | 35                 | 121              | 15                   |
| Жінки    | 186     | 41                 | 107              | 38                   |
| Разом    | 357     | 76                 | 228              | 53                   |